# Нингишзида

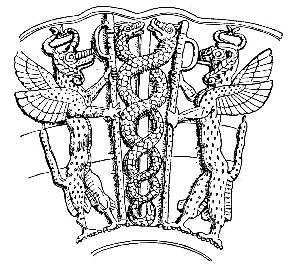

Нингишзида (также Гишзида; шумер. dNin-g̃iš-zid-da — «владыка чистого древа») — в шумеро-аккадской мифологии хтоническое божество, сын бога подземного царства Ниназу.
Нингишзиду назвали «господином стойкого, святого дерева», возможно из-за того, что корни, благодаря которым деревья поддерживают своё существование, растут в подземном царстве. Эпитет Нингишзиды — «прислужник далёкой земли» (то есть подземного царства). Он считался сторожем злых демонов, сосланных в подземный мир (аккадское заклинание). Вместе с Думузи он — страж небесных врат бога Ану (аккадский миф об Адапе). В сказании о смерти Гильгамеша тот встречает в подземном мире Нингишзиду и Думузи.
Царь Лагаша Гудеа выбрал Нингишзиду в качестве личного божественного покровителя. На одной цилиндрической печати Гудеи изображено, как Нингишзида (опознаётся по двум рогатым змеям, растущим из его плеч), ведёт его к трону бога Энки.
Почитался Нингишзида и в других городах. В шумерском тексте, посвящённом царю Ура Ур-Намму, супруга Нингишзиды — Азимуа, в лагашском круге богов — Гештинанна.
Символом Нингишзиды был дракон, которого астрономы Месопотамии видели на небе в одном из созвездий. Позднее греки назвали это созвездие Гидрой. Символическое животное Нингишзиды — рогатая змея.
Не исключено, что Нингишзида, подобно своему отцу, является также богом-целителем, о чём свидетельствуют и его хтонический характер, и изображение змеи при нём.